# Qin Qian
Qin Qian, née le 7 décembre 1987, est une judokate chinoise en activité évoluant dans la catégorie des plus de 78 kg (poids lourds).

## Palmarès

### Palmarès international
| Année | Compétition           | Lieu  | Résultat | Catégorie         |
| ----- | --------------------- | ----- | -------- | ----------------- |
| 2010  | Championnats du monde | Tokyo | 2e       | Plus de 78 kg     |
| 2010  | Championnats du monde | Tokyo | 2e       | Toutes catégories |
| 2011  | Championnats du monde | Paris | 2e       | Plus de 78 kg     |